# 砂岡事務所
砂岡事務所（すなおかじむしょ）は、東京都渋谷区に本社を置く劇団ひまわり系列の芸能事務所である。劇団系列のため、舞台・映画・テレビドラマ等役者としての活動を主に行っている所属者が多いのが特徴である。

## 主な所属者
男性
- 山田瑛瑠
- 坂口湧久
- 植田慎一郎
- 北村健人
- 土倉有貴

女性
- 中嶋朋子
- 若杉凩
- 高尾美有

## 過去の所属者
男性
- 伊崎充則
- 伊藤友樹
- 井之脇海
- 今川碧海
- 小野一貴
- 小野賢章
- 小幡誠
- 鐘ヶ江洸
- 栗原大河
- 桑野晃輔
- 郷本直也
- 渋谷謙人
- 鈴木重輝
- 鳥越裕貴
- 西山丈也
- 馬場徹
- 林明寛
- 樋口武彦
- 古本新之輔
- 宮岡弥生
- 吉田翔吾

女性
- 浅井江理名
- 石井明日香
- 石川由依
- 榎あづさ
- 榎木麻衣
- 大山千穂
- 金井れな
- 北浦実千枝
- 熊谷奈美
- 熊本野映
- 小島聖
- 齊藤夢愛
- 白井珠希
- 杉本友莉亜
- SPLASH
- 仙道敦子
- 曽根由加
- 高橋かおり
- 高宗歩未
- 田中美佐子
- 田上真里奈
- 鶴ひろみ
- 寺田ちひろ
- 中川美樹
- 野本ほたる
- 派谷恵美
- 保泉沙耶
- 宮城秋菜
- 宮原理子
- 和久井優
- 渡辺優奈